# Lampropeltis
Rắn vua (Danh pháp khoa học: Lampropeltis, tên tiếng Anh là Kingsnake) là một chi rắn trong họ rắn Colubridae (Họ Rắn nước) phân bố ở vùng Tân Thế giới. Chúng là loại rắn lành (không độc) săn con mồi và giết mồi bằng phương pháp siết, chúng có chế độ ăn là loài ăn rắn (Ophiophagous). Cái tên gọi "Vua" (king) cũng giống như rắn hổ mang chúa (King cobra) để chỉ về tập tính săn những con rắn khác loài nổi tiếng của chi rắn này có lẽ là loài Rắn sữa (Milk snake) thường được nuôi làm rắn kiểng.

## Các loài
- Lampropeltis abnorma (Bocourt, 1886)
- Lampropeltis alterna (A. E. Brown, 1901)
- Lampropeltis annulata Kennicott, 1860
- Lampropeltis californiae (Blainville, 1835)
- Lampropeltis calligaster (Harlan, 1827)
  - Lampropeltis calligaster calligaster (Harlan, 1827)
  - Lampropeltis calligaster occipitolineata Price, 1987
  - Lampropeltis calligaster rhombomaculata (Holbrook, 1840)
- Lampropeltis catalinensis (Van Denburgh & Slevin, 1921)
- Lampropeltis elapsoides (Holbrook, 1838)
- Lampropeltis extenuata (Brown, 1890)
- Lampropeltis gentilis (Baird & Girard, 1853)
- Lampropeltis getula (Linnaeus, 1766)
  - Lampropeltis getula brooksi Barbour, 1919
  - Lampropeltis getula floridana (Blanchard, 1919)
  - Lampropeltis getula (Linnaeus, 1766)
  - Lampropeltis getula meansi Krysko & Judd, 2006
  - Lampropeltis getula nigrita Zweifel & Norris, 1955
- Lampropeltis greeri (Webb, 1961)
- Lampropeltis holbrooki Stejneger, 1902
- Lampropeltis knoblochi Taylor, 1940
- Lampropeltis leonis (Günther, 1893)
- Lampropeltis mexicana (Garman, 1884)
  - Lampropeltis mexicana mexicana (Garman, 1884)
- Lampropeltis micropholis Cope, 1860
- Lampropeltis nigra (Yarrow, 1882)
- Lampropeltis polyzona Cope, 1860
- Lampropeltis pyromelana (Cope, 1866)
  - Lampropeltis pyromelana infralabialis (W. W. Tanner, 1953)
  - Lampropeltis pyromelana pyromelana (Cope, 1866)
- Lampropeltis ruthveni (Blanchard, 1920)
- Lampropeltis splendida (Baird & Girard, 1853)
- Lampropeltis triangulum (Lacépède, 1789)
- Lampropeltis webbi Bryson, Dixon & Lazcano, 2005
- Lampropeltis zonata (Lockington, 1876 ex Blainville, 1835)
  - Lampropeltis zonata agalma (Van Denburgh & Slevin, 1923)
  - Lampropeltis zonata herrerae (Van Denburgh & Slevin, 1923)
  - Lampropeltis zonata multicincta (Yarrow, 1882)
  - Lampropeltis zonata multifasciata (Bocourt, 1886)
  - Lampropeltis zonata parvirubra Zweifel, 1952
  - Lampropeltis zonata pulchra Zweifel, 1952
  - Lampropeltis zonata zonata (Lockington, 1876 ex Blainville, 1835)